# Pocariça
Pocariça ist ein Ort und eine ehemalige Gemeinde (Freguesia) im portugiesischen Kreis Cantanhede. Die Gemeinde hatte 1104 Einwohner (Stand 30. Juni 2011).
Am 29. September 2013 wurden die Gemeinden Pocariça und Cantanhede zur neuen Gemeinde União das Freguesias de Cantanhede e Pocariça zusammengeschlossen.
Der Komponist António Fragoso (1897–1918) wurde hier geboren.